# Take All My Loves: 9 Shakespeare Sonnets
Take All My Loves: 9 Shakespeare Sonnets é o oitavo álbum de estúdio do cantor e compositor norte-americano Rufus Wainwright. O trabalho consiste em uma adaptação dos sonetos de Shakespeare, contando com vários artistas como Helena Bonham Carter, Fiora Cutler, Peter Eyre, Carrie Fisher, Inge Keller, Siân Phillips, Anna Prohaska, William Shatner, Martha Wainwright, e Florence Welch. Lançado sob o selo da Deutsche Grammophon e da Universal Music do Canadá em 22 de abril de 2016, o álbum-tributo celebra o quadricentésimo aniversário de morte do escritor William Shakespeare.

## Antecedentes
"Gravar esse álbum, para mim, se iguala a um casamento celebrado no paraíso. Ele é a perfeita combinação entre o meu amor por música clássica e meu amor por música pop. Isso é literal e historicamente divertido, e melhor ainda por contar com a participação de Marius [de Vries] novamente." - Rufus.

O álbum é uma colaboração com o produtor Marius de Vries, que já havia produzido os álbuns Want One (2003) e Want Two (2004), além de masterizar o disco Release the Stars (2007). O conceito que originou o álbum partiu de um encontro entre Rufus e o diretor Robert Wilson, onde o diretor o solicitou para compor diversas músicas para seu espetáculo de 2009, "Shakespeare's Sonnets", exibido no Berliner Ensemble. Posteriormente, a Orquestra Sinfônica de São Francisco convocou Rufus para orquestrar cinco dos sonetos, que viriam a estrear em 2010. Três destes sonetos (os sonetos de número 10, 20 e 43), viriam a aparecer no sexto álbum de estúdio de Rufus, All Days Are Nights: Songs for Lulu, lançado em 2010. Versões alternativas destes mesmos sonetos foram gravadas para Take All My Loves.
O álbum-tributo celebra o quadricentésimo aniversário de morte de William Shakespeare, tendo sido lançado um dia antes da data.

## Composição
Take All My Loves foi assim intitulado em honra ao Soneto 40, incluindo nove adaptações dos sonetos de Shakespeare (os sonetos de número 10, 20, 23, 29, 40, 43, 66, 87 e 129) ao longo de dezesseis faixas. O álbum também conta com a participação especial de diversos artistas como Helena Bonham Carter, Fiora Cutler, Peter Eyre, Carrie Fisher, Inge Keller, Siân Phillips, Anna Prohaska, William Shatner, Martha Wainwright, e Florence Welch. Outros colaboradores do álbum incluem Nicholai Baxter no violão e a Orquestra Sinfônica da BBC, conduzida pelo maestro Jayce Ogren, além de vários musicistas.
A faixa que abre o álbum, "Sonnet 43", trata-se de uma recitação do soneto realizada por Siân Phillips, já a artista Anne Prohaska proveu os vocais para a melodia "When Most I Think (Sonnet 43)". Já em "Take All My Loves (Sonnet 40)", Rufus encarrega-se dos vocais e a recitação fica por conta de Ben de Vries. A faixa "Sonnet 20" é recitada por Frally Hynes, e as duas faixas seguintes, "A Woman's Face (Sonnet 20)" e "For Shame (Sonnet 10)", contam novamente com Anne Prohaska nos vocais. "Sonnet 10" consiste apenas na recitação, que é realizada por Peter Eyre. "Unperfect Actor (Sonnet 23)" é recitado por Helena Bonham Carter e conta com Rufus e Martha Wainwright nos vocais. "Sonnet 29" é recitado por Carrie Fisher. A faixa seguinte, "When in Disgrace with Fortune and Men's Eyes (Sonnet 29)" conta com os vocais da cantora britânica Florence Welch e com Wainwright e Ben de Vries como vocais de apoio. "Sonnet 129" é recitado por William Shatner, e a faixa subsequente, "Th'Expense of Spirit in a Waste of Shame (Sonnet 129)", conta novamente com Prohaska nos vocais. "All dessen müd (Sonnet 66)" é entoada por Christopher Nell, Jürgen Holtz, e Rufus Wainwright. "A Woman's Face – Reprise (Sonnet 20)" é novamente entoada por Wainwright e é seguida por "Sonnet 87", uma recitação realizada por  Keller. A faixa que finaliza o álbum, "Farewell (Sonnet 87)", é cantada por Anne Prohaska.

## Promoção
Em 17 de março de 2016, a revista norte-americana Billboard estreou a nova versão da canção "A Woman's Face", que posteriormente viria a ser confirmada como a primeira canção de trabalho do disco.

## Lista de faixas
| N.º | Título | Duração |  |
| 1.  | "Sonnet 43" (com a participação de Siân Phillips)                                                                | 1:14    |  |
| 2.  | "When Most I Wink (Sonnet 43)" (com a participação de Anna Prohaska)                                             | 4:56    |  |
| 3.  | "Take All My Loves (Sonnet 40)" (com a participação de Marius de Vries)                                          | 6:26    |  |
| 4.  | "Sonnet 20" (com a participação de Frally Hynes)                                                                 | 0:52    |  |
| 5.  | "A Woman's Face (Sonnet 20)" (com a participação de Anna Prohaska)                                               | 3:49    |  |
| 6.  | "For Shame (Sonnet 10)" (com a participação de Anna Prohaska)                                                    | 3:12    |  |
| 7.  | "Sonnet 10" (com a participação de Peter Eyre)                                                                   | 0:58    |  |
| 8.  | "Unperfect Actor (Sonnet 23)" (com a participação de Helena Bonham Carter, Martha Wainwright, e Fiora Cutler)    | 5:43    |  |
| 9.  | "Sonnet 29" (com a participação de Carrie Fisher)                                                                | 1:02    |  |
| 10. | "When in Disgrace with Fortune and Men's Eyes (Sonnet 29)" (com a participação de Florence Welch e Ben de Vries) | 3:07    |  |
| 11. | "Sonnet 129" (com a participação de William Shatner)                                                             | 1:04    |  |
| 12. | "Th'Expense of Spirit in a Waste of Shame (Sonnet 129)" (com a participação de Anna Prohaska)                    | 2:48    |  |
| 13. | "All dessen müd (Sonnet 66)" (com a participação de Christopher Nell e Jürgen Holtz)                             | 8:23    |  |
| 14. | "A Woman's Face – Reprise (Sonnet 20)"                                                                           | 3:10    |  |
| 15. | "Sonnet 87" (com a participação de Inge Keller)                                                                  | 1:17    |  |
| 16. | "Farewell (Sonnet 87)" (com a participação de Anna Prohaska)                                                     | 6:30    |  |

Lista de faixas extraída do catálogo oficial das gravadoras Universal Music Canada e Universal Music Group.

## Créditos
- Nicholai Baxter – violão acústico (10)
- Orquestra Sinfônica da BBC conduzida por Jayce Ogren (2, 5, 6, 12, 16)
- Berlin String Section (3, 8, 13, 14)
- Helena Bonham Carter – recitação (8)
- Dom Bouffard – violão (8, 13)
- Hans-Jörn Brandenburg – piano (13)
- Hoon Sun Chae – violoncelo
- Chris Chaney – baixo (3, 8, 10, 14)
- Uhjin Choi – viola
- Fiora Cutler – vocais (8)
- Ben de Vries – vocais de apoio (10)
- Marius de Vries – teclado (3, 8, 10, 14), recitação (3)
- Peter Eyre – recitação (7)
- Carrie Fisher – recitação (9)
- Ralph Graessler – baixo (13)
- Jürgen Holtz – vocais (13)
- Frally Hynes – recitação (4)
- Inge Keller – recitação (15)
- Christopher Nell – vocais (13)
- Gary Novak – tambores (8, 10)
- Ilzoo Park – violino
- Siân Phillips – recitação (1)
- Anna Prohaska – vocais (2, 5, 6, 12, 16)
- Stefan Rager – tambores (13), percussão (8)
- William Shatner – recitação (11)
- Joel Shearer – violão (8, 10)
- Martha Wainwright – vocais (8)
- Rufus Wainwright – vocais de apoio (10), vocais (3, 8, 13, 14)
- Florence Welch – vocais (10)
- Sophiemarie Yeoungchie Won – violino

Credits adapted from Universal Music Canada.

## Posições nas paradas de sucesso
| Parada (2015–16)                  | Melhor posição |
| --------------------------------- | -------------- |
| Bélgica (Ultratop Flandres)       | 89             |
| Países Baixos (Dutch Charts)      | 53             |
| Espanha (PROMUSICAE)              | 94             |
| Reino Unido UK Compilations (OCC) | 17             |